# Lago Aiding

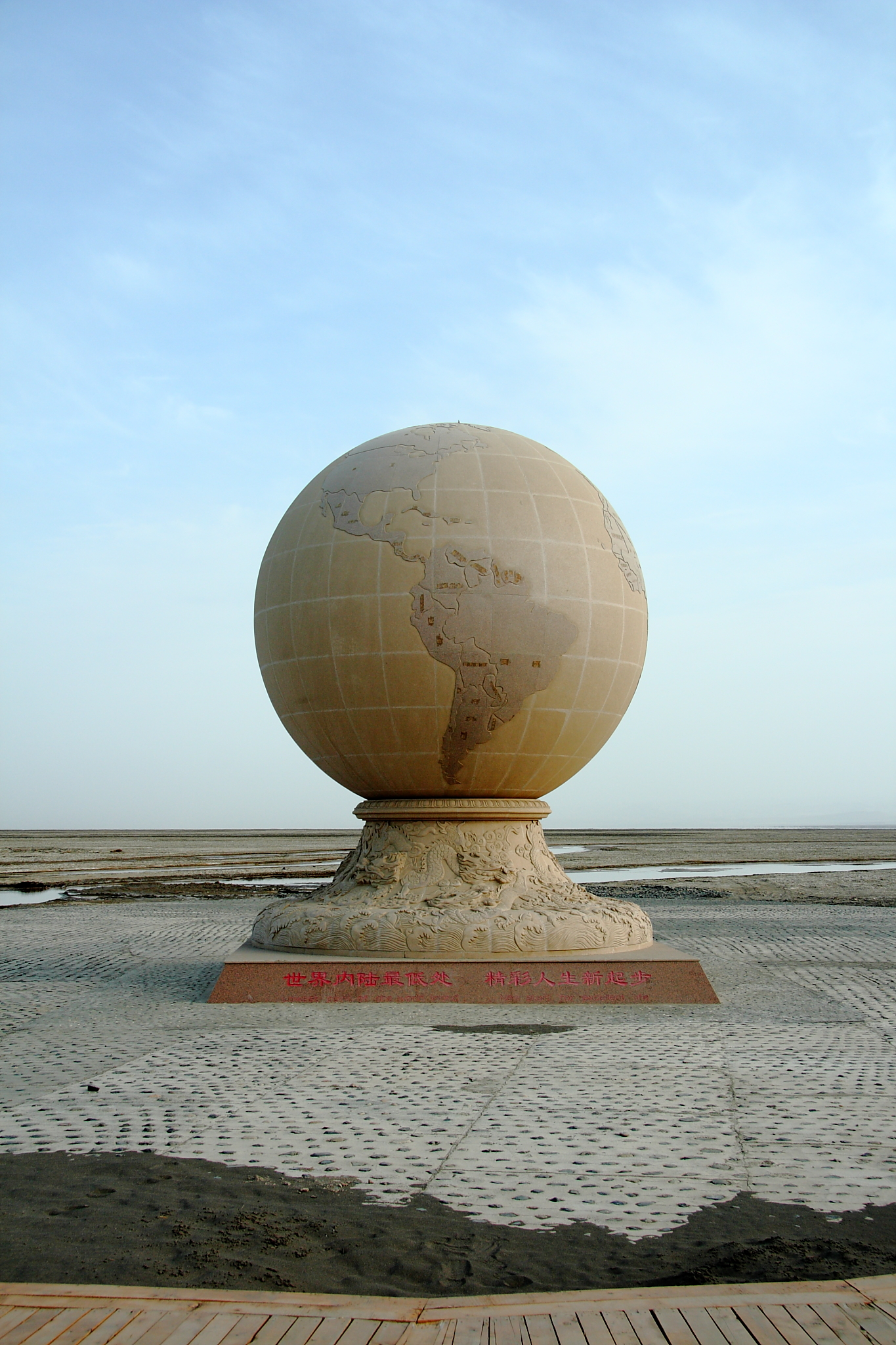
Monumento marcando el punto de mínima altitud en China.

El lago Aidíng, también conocido por su nombre en uigur como Aidingkol (en uigur: ئايدىڭكۆل, trascripcion: Aydingköl; en mongol: Aydingkul, en chino, 艾丁湖; pinyin, Àidīng Hú), es un lago de la República Popular China localizado en la depresión de Turfán, en la Región Autónoma Uigur de Sinkiang. A 154,31 m bajo el nivel del mar, es el lugar más bajo en China y uno de los más bajos en la tierra, superado solo por el mar Muerto y el lago Assal , en donde en verano, las temperaturas máximas superan los 47 C. Este lago es totalmente salado.
En la antigüedad, el lago Aidíng era conocido como juéluòwǎn (觉 洛 浣). El nombre Aidingköl deriva del uigur que significa «lago de la luna», debido a que el lago tiene una capa de sal blanca a lo largo de su borde, dando la apariencia de una luna brillante.
El lago está situado en el interior sur de la depresión de Turfán, a unos 35 km de la ciudad de Turfán. El lago mide de norte a sur 8 km y de oeste a este 40 km, la superficie total del lago es de 200 km². El lago fue formado por una orogénesis del Himalaya hace 249 millones años. Durante el invierno de 1948, la cuenca del lago se llenó de agua dulce, que sobre todo se originó a partir del agua de la nieve derretida de las montañas, así como parte de las aguas subterráneas; debido a la poca utilización de agua para el riego de tierras de cultivo, durante los inviernos el nivel del agua era cada vez más alto, aunque durante los veranos, el nivel del agua disminuyó como resultado de un mayor uso de agua para la agricultura y otros usos. Debido a la expansión de la agricultura en la región, la población que usa el agua del lago aumentó, y junto con los efectos del calentamiento global, en 1958 lo único que quedaba del lago eran 22 km², con una profundidad de 80 cm. En el año 2000 el uso del lago aumentó y esa poca agua dulce se gastó, quedando el lago totalmente salado. 
Hoy en día, el lago Ayding tiene un molino de sal.